# Roadies (serial telewizyjny)
Roadies – amerykański serial telewizyjny (komedia) wyprodukowany przez Bad Robot Productions, Vinyl Films, Dooley & Company Productions oraz Warner Bros. Television.Pomysłodawcą serialu jest Cameron Crowe. Premierowy odcinek został wyemitowany  26 czerwca 2016 roku przez Showtime.

16 września 2016 roku, stacja Showtime ogłosiła anulowanie serialu po jednym sezonie

## Fabuła
Serial skupia się na pracy zespołu ludzi, którzy pracują przy trasie koncertowej zespołu rockowego.

## Obsada

### Główna
- Luke Wilson jako Bill[3]
- Carla Gugino jako Shelli[4]
- Imogen Poots jako Kelly Ann
- Rafe Spall jako Reg Whitehead
- Keisha Castle-Hughes jako Donna Mancini[3]
- Peter Cambor jako Milo
- Colson Baker jako Jesse[5]
- Ron White jako Phil

### Drugoplanowe
- Catero Alain Colbert jako Tom Staton
- Rainn Wilson jako Bryce Newman[6]
- Christopher Backus jako Rick[6]

## Odcinki
| Sezon | Sezon | Odcinki | Oryginalna emisja | Oryginalna emisja | Oryginalna emisja | Oryginalna emisja | Oryginalna emisja |
| Sezon | Sezon | Odcinki | Premiera sezonu   | Finał sezonu      | Premiera sezonu   | Finał sezonu      |                   |
| ----- | ----- | ------- | ----------------- | ----------------- | ----------------- | ----------------- | ----------------- |
|       | 1     | 10      | 26 czerwca 2016   | 28 sierpnia 2016  | brak danych       | brak danych       |                   |

### Sezon 1 (2016)
| #  | Tytuł                                  | Reżyseria           | Scenariusz                    | Premiera Showtime | Premiera     |
| -- | -------------------------------------- | ------------------- | ----------------------------- | ----------------- | ------------ |
| 1  | Life is a Carnival                     | Cameron Crowe       | Cameron Crowe                 | 26 czerwca 2016   | nieemitowany |
| 2  | What Would Phil Do?                    | Cameron Crowe       | Winnie Holzman                | 26 czerwca 2016   | nieemitowany |
| 3  | The Bryce Newman Letter                | Cameron Crowe       | Cameron Crowe                 | 10 lipca 2016     | nieemitowany |
| 4  | The City Whose Name Must Not Be Spoken | Jeffrey Reiner      | Hannah Friedman               | 17 lipca 2016     | nieemitowany |
| 5  | Friends and Family                     | Allison Liddi-Brown | David J. Rosen                | 24 lipca 2016     | nieemitowany |
| 6  | Longest Days                           | Jonathan Kasdan     | Cameron Crowe, Tom Kapinos    | 31 lipca 2016     | nieemitowany |
| 7  | Carpet Season                          | Julie Anne Robinson | David J. Rosen                | 7 sierpnia 2016   | nieemitowany |
| 8  | The All Night Bus Ride                 | Sam Jones           | Cameron Crowe                 | 14 sierpnia 2016  | nieemitowany |
| 9  | The Corporate Gig                      | Jon Kasdan          | Cameron Crowe, Winnie Holzman | 21 sierpnia 2016  | nieemitowany |
| 10 | The Load Out                           | Cameron Crowe       | Cameron Crowe, Winnie Holzman | 28 sierpnia 2016  | nieemitowany |

## Produkcja
Pilotowy odcinek Roadies został zamówiony 19 czerwca 2014 roku.
W grudniu 2014 roku, ogłoszono, że do serialu dołączą: Luke Wilson oraz Keisha Castle-Hughes. W styczniu 2015 roku, do projektu dołączył: Colson Baker
Po nakręceniu pilotowego odcinka rola Shelli została ponownie obsadzona, główna rolę żeńska zagra Carla Gugino, zamiast Christina Hendricks. 15 października 2015 roku, stacja Showtime zamówiła pierwszy sezon serialu, którego producentami wykonawczymi zostali:  Cameron Crowe,  J.J. Abrams, Bryan Burk, Winnie Holzman i Kathy Lingg. W marcu 2016 roku, do serialu dołączyli w rolach powracających  Rainn Wilson i Christopher Backus.